# Trevor Fricker
Trevor Fricker – australijski judoka.
Zdobył dwa brązowe medale mistrzostw Oceanii w 1983. Mistrz Australii w 1979 roku.